# Aeroportul Graz
Aeroportul Graz (IATA: GRZ, ICAO: LOWG) este un aeroport din Feldkirchen bei Graz⁠(d), Districtul Graz-Umgebung, Stiria, Austria ce deservește zona Graz. Aeroportul a fost tranzitat în 2023 de 733.146 de pasageri. A fost deschis în 1914 și numit după zona deservită.
Situat la o altitudine de 341 m, aeroportul dispune de 3 piste.

## Infrastructură

### Piste
Aeroportul dispune de 3 piste: 
- pista 16C/34C din asfalt, cu dimensiunile 3.000 m × 45 m
- pista 16L/34R din Iarbă, cu dimensiunile 640 m × 30 m
- pista 16R/34L din Iarbă, cu dimensiunile 760 m × 25 m